# 埃泰
埃泰（法語：Étais，法語發音：[etɛ]）是法国科多尔省的一个市镇，属于蒙巴尔区。

## 地理
埃泰（47°42'28"N, 4°26'13"E）面积14.04 平方千米，位于法国勃艮第-弗朗什-孔泰大區科多尔省，该省份为法国中东部省份，北起奥布省，西接涅夫勒省和约讷省，南至索恩-卢瓦尔省，东南接汝拉省，东临上索恩省，东北部与上马恩省接壤。
与埃泰接壤的市镇（或旧市镇、城区）包括：萨瓦西、皮伊、图永、维莱讷昂迪埃穆瓦、蒙巴尔。

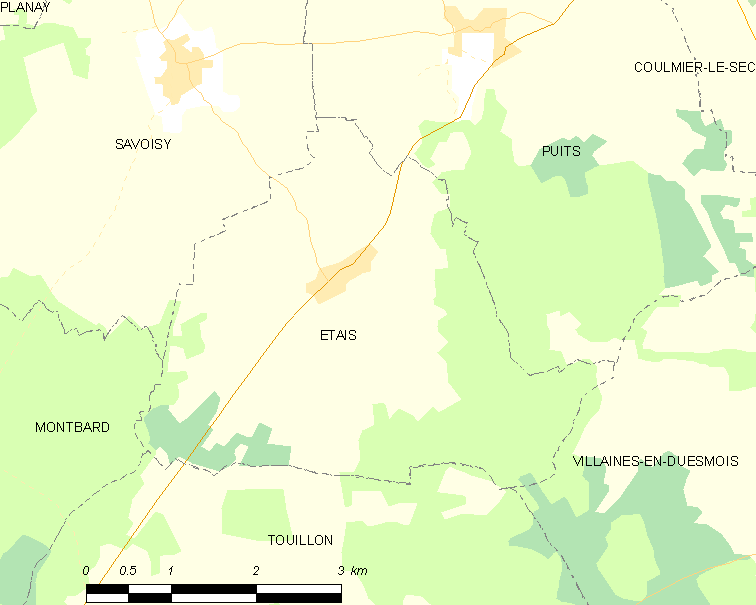
埃泰的OSM定位图

埃泰的时区为UTC+01:00、UTC+02:00（夏令时）。

## 行政
埃泰的邮政编码为21500，INSEE市镇编码为21252。

## 政治
埃泰所属的省级选区为蒙巴尔县。

## 人口

1962-2008年间埃泰人口变化图示

埃泰于2022年1月1日时的人口数量为76人。